# Tarakanova (film, 1930)
Pour les articles homonymes, voir Tarakanova.
Pour plus de détails, voir Fiche technique et Distribution.
Tarakanova est un film français réalisé par Raymond Bernard, sorti en 1930. 

## Synopsis
Dans un complot contre Catherine II de Russie, une jeune Tzigane, Elizabeth Tarakanova, sosie de Dosithée, fille de l’impératrice défunte, est choisie. Catherine missionne le séduisant comte Alexis Orloff pour se charger de sa rivale, mais ils s'éprennent l'un de l'autre.

## Fiche technique
- Titre : Tarakanova
- Réalisation : Raymond Bernard, assisté de Jean Hémard
- Scénario : André Lang, Ladislaus Vajda
- Décorateurs : Jacques-Laurent Atthalin, Jean Perrier
- Costumes : Boris Bilinsky, Léon Granier
- Photographie : Jules Kruger et Georges Lucas
- Musique : André Roubaud
- Maquillage : Ernest Caroni
- Son : Joseph N. Ermolieff
- Caméraman : Robert Tomatis
- Pellicule : Kodak Panchromatique[2]
- Pays d'origine : France
- Lieu de tournage : Studios de la Victorine, Nice[3]
- Production : Freytal Boët
- Sociétés de production : Gaumont-Franco Film-Aubert (G.F.F.A)
- Format : Noir et blanc - 1,33:1 - Mono  (RCA Photophone System)
- Genre : Drame et historique
- Dates de sortie :
  - France : 26 septembre 1930

## Distribution
- Édith Jéhanne : Tarakanova / sœur Dosithée
- Paule Andral : l'impératrice Catherine II
- Olaf Fjord : le comte Alexis Orloff
- Rudolf Klein-Rogge : le comte Chouvalof
- Charles Lamy : le prince Charles Kradziwell
- Camille Bert : l'amiral Greigh
- Antonin Artaud : le jeune tzigane
- Ernest Ferny : le comte Potemkine
- Andrew Brunelle : Kansoff

## Autour du film
- il mélange des acteurs français et germanophones (Olaf Fjord était autrichien et Rudolf Klein-Rogge allemand)
- on peut y voir l'écrivain Antonin Artaud
- pendant le tournage à Nice, l'hôtel Negresco organisa une soirée de bienfaisance avec l'équipe du film[4]
- Tarakanova, tourné en 1929, est un film muet auquel a été ajouté pour sa sortie en 1930 une piste musicale et un certain nombre de bruitages pour faire face à l'arrivée du parlant.

## Avis sur le film
- « Si la construction des personnages – à part l’héroïne – reste un peu légère, on apprécie tout de même les seconds rôles tenus par Paule Andral en Catherine II, impériale et sans merci, et par Antonin Artaud en bohémien secrètement amoureux de Tarakanova. Malgré ces défauts de construction, on est ému par la fin de l’héroïne accompagnée par le lied Träume de Richard Wagner. » Christine Leteux[5]
- « On ne peut pas dire que l'accueil critique soit à la hauteur de l'attente : le film paraît somptueux à certains mais trop long à d'autres, n'offre rien de neuf selon d'autres encore » Éric Bonnefille[6]